# Charles Adolphe Bonnegrace
Charles Adolphe Bonnegrace (Toulouse, 17 avril 1808 – Montmirail, 15 octobre 1882) est un peintre français.

## Biographie
Né à Toulouse de parents toulonnais, il fréquente tout d'abord à Toulon les ateliers de Victor de Clinchamp et de Bernard Sénéquier. Parti pour Paris, il devient l'élève de Gros, il entre aux Beaux-Arts en 1835 et obtient une médaille de troisième classe en 1839 et une médaille de deuxième classe en 1842.
On lui doit de nombreuses toiles religieuses ainsi qu'une galerie de portraits de bourgeois en redingote, d'artistes et d'hommes de lettres (Théophile Gautier, entre autres). Ses œuvres sont conservées au Musée d'art de Toulon.

## Œuvres
- La Femme d'un pêcheur implorant Notre-Dame-de-la-Garde pour le retour de son mari surpris par la tempête, 1838, Musée Granet (Aix-en-Provence)
- Jeune Femme en noir, 1842, Musée d'art de Toulon
- Saint Pierre en prison, 1846, Église de Bruyères (Vosges)
- Jésus au milieu des docteurs de la loi, 1855 (Voir)
- Le Martyre de Saint Laurent, 1855, Mairie d'Ollioules
- La Cueillette, 1858
- Le Martyre de saint Sébastien, 1863, Musée Massey, Tarbes
- Portrait de Lord Edmond Fitzmaurice, 1865
- Portrait de Monsieur Laveissière, 1867
- La Vision de saint Jean, Mairie d'Apt
- Le Baptême de Notre Seigneur Jésus-Christ, Mairie de Mirabeau
- Saint Louis de Gonzague, Mairie de Prades
- La Pudeur vaincue par l'Amour, 1861, Amiens, musée de Picardie
- Portrait de la princesse Popoli, 1849, Gray (Haute-Saône), musée Baron-Martin

## Distinction
- Chevalier de la Légion d'Honneur par décret du 7 août 1867[2].